# Alt-Segeberger Bürgerhaus

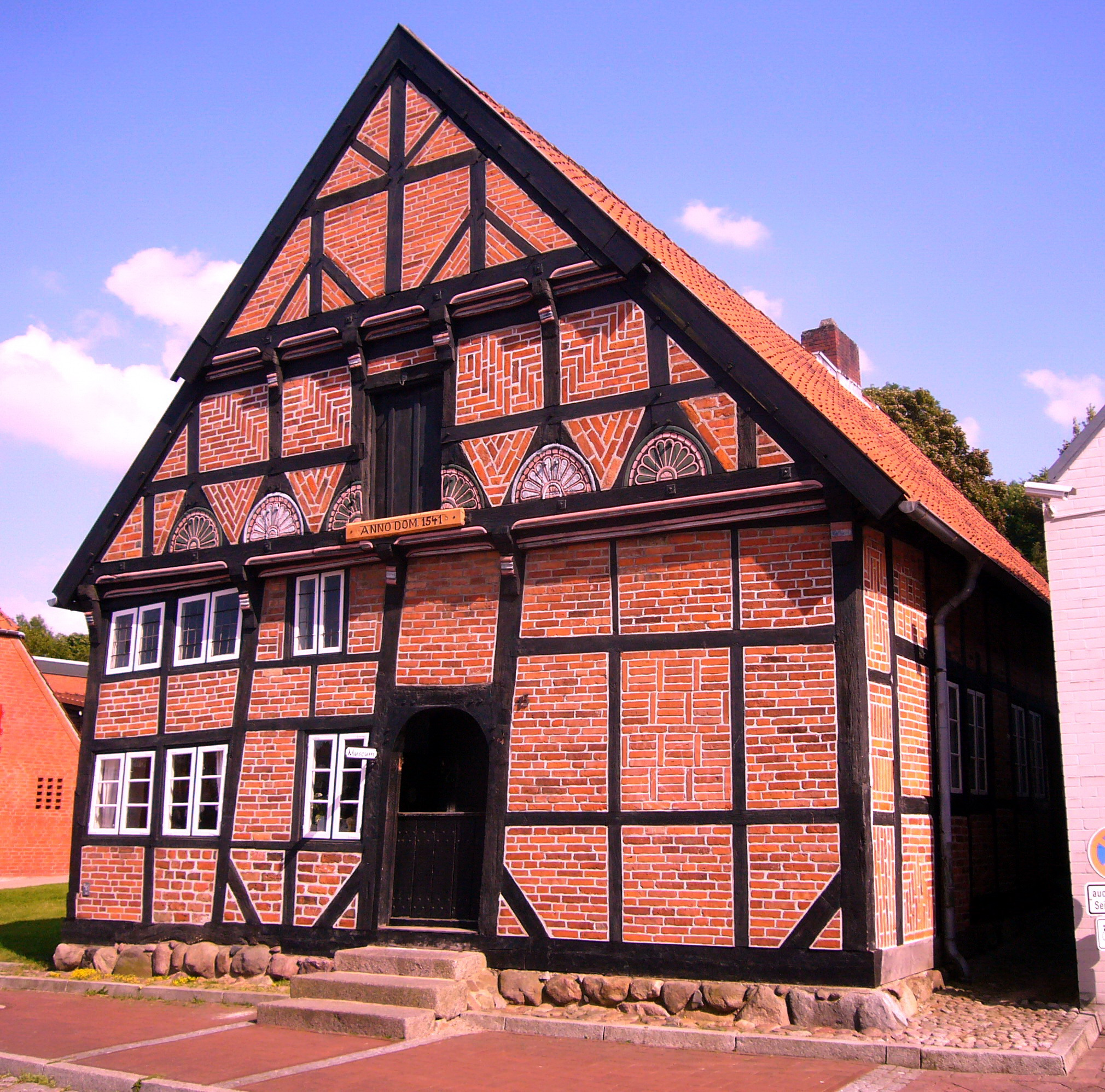
Fassade des Museumsgebäudes

Das Alt-Segeberger Bürgerhaus war bereits Ende des 19. Jahrhunderts bekannt als das älteste Haus der Stadt  Segeberg und ist heute eines der wenigen erhaltenen kleinstädtischen Bürgerhäuser Schleswig-Holsteins aus der beginnenden Frühen Neuzeit. Als einfaches Hallenhaus wurde es 1541 in Fachwerkbauweise mit Ziegelausfachung errichtet und in den folgenden Jahrhunderten etliche Male erweitert und umgebaut. Seit seiner Grundsanierung 1963/64 beinhaltete es das „Heimatmuseum“ der Stadt Bad Segeberg. In seinen historischen Räumen wurden in den ersten Jahrzehnten Exponate aus der kleinbürgerlichen Wohn- und Arbeitswelt des 19. und 20. Jahrhunderts gezeigt. Nach Übernahme der Trägerschaft durch die Volkshochschule Bad Segeberg im Jahre 2012 entstanden sukzessive neu konzipierte Dauerausstellungen zu historischen Themen der Stadt.

## Der Bau, 1541
Bereits wenige Jahre nach der fast vollständigen Zerstörung Segebergs während der Grafenfehde 1534 wurde auf dem Grundstück der heutigen Lübecker Straße 15 ein erster Fachwerkbau wiedererrichtet. Die Notzeit der Entstehung ist im Inneren bis heute an etlichen Bauteilen erkennbar. Im Grundhauerverzeichnis des Ratsbuchs von etwa 1540 ist das Haus des Besitzers Marten Sluter bereits wieder aufgeführt. Es bestand lediglich aus einer großen Diele, an der auf der östlichen Seite – vermutlich unter einer Kübbung – eine niedrige Stube und eine Küche mit offener Feuerstelle angefügt waren. Obgleich das Haus für heutige Verhältnisse äußerst schlicht anmutet, müssen seine ersten Bewohner zu den vermögenden Bürgern Segebergs gezählt werden. Unter den frühen Besitzern finden sich neben Ratsherren, Vögten und Bürgermeistern auch die dänischen Statthalter Marquart Pentz und Heinrich Rantzau. Aufgrund der landespolitischen Entwicklung Segebergs von einer mittelalterlichen Residenz zu einer bedeutungslosen Handwerkerstadt seit dem 17. Jahrhundert sank auch der soziokulturelle Wert des Handwerkerhauses weiter ab. Aus diesem Grund blieben – allen nachfolgenden Umbauten zum Trotz – die ursprünglichen Eigenheiten des Fachwerkbaus über Jahrhunderte erhalten und überdauerten somit unter anderem den Dreißigjährigen Krieg und auch etliche Stadtbrände.

## Erweiterungs- und Umbauten, 1584/88 bis 1963
In den Jahren 1584 bis 1588 erfolgten erhebliche Umbauten: Mit der Aufstockung auf ein zweites Geschoss entstand über Stube und Küche die so genannte „Upkamer“, eine niedrige Schlafkammer mit „Utluchten“, die nur über eine hochgelegene Luke zu erreichen war und die sich bis heute als bauliche Besonderheit erhalten hat. Bis heute augenfällig ist jedoch die straßenseitige Giebelfachwerkwand mit ihren reich verzierten Holzschnitzereien, die in den Jahren 1584 bis 1588 der abgebrochenen ursprünglichen Nordwand vorgesetzt wurde. Bis heute ragt das Haus mit dieser „vorgesetzten“ Giebelwand daher aus der Straßenflucht hervor.
Die noch vor 1805 unter einem Schleppdach angefügte Werkstatt an der Südgiebelwand erhielt 1814 unter dem nun verlängerten Hausdach ein zweites Geschoss für eine Einlieger- oder Altenteilerwohnung. Nach einer Abtrennung an der westlichen Seite der Althaus-Diele entstanden hier zugleich zwei Wohnschlafräume und eine zweite Küche. Die bisher nur mit Funkenfängen überbauten offenen Feuerstellen erhielten nun Kaminzüge, die als Schornsteine den Dachfirst durchstießen. Das Erbauungsdatum eines Kellers in der Südwestecke des Stallanbaus mit Wänden aus losen Findlingen ist nicht mehr bekannt.

## Museum, seit 1964
1949 erwarb die Stadt das denkmalgeschützte Haus, das trotz seiner Baufälligkeit noch zehn weitere Jahre als Wohnhaus diente; dann sollte es aufgrund massiver Einsturzgefahr abgerissen werden. Landesmittel ermöglichten den Erhalt und die aufwendige Restaurierung in den Jahren 1963/64. Im November 1964 wurde der Wandständerbau als städtisches „Heimatmuseum Alt-Segeberger Bürgerhaus“ eröffnet.
Nach Schließungsabsichten im Jahre 2010 konnte eine Spende der Jürgen-Wessel-Stiftung, (Lübeck) den weiteren Betrieb des Museums sichern. Ab 2012 wurde es in der Trägerschaft der Volkshochschule Bad Segeberg nach einem Museumskonzept des einstigen Leiters Nils Hinrichsen umgebaut und bis 2020 als stadthistorisches „Museum Alt-Segeberger Bürgerhaus“ betrieben. In fünf Räumen erläuterte die Ausstellung „500 Jahre Entwicklung bürgerlicher Wohnkultur in einem 470 Jahre alten Haus“ die recherchierte Bewohner- und Baugeschichte des Bürgerhauses. Die zweite Dauerausstellung „800 Jahre Stadtgeschichte Segeberg - Von der mittelalterlichen Burgsiedlung zum modernen Kurort“ zeichnete die wechselvolle Entwicklung der Kalkbergstadt nach. Sonderausstellungen ergänzten durchgängig die Präsentation. Seit 2021 betreibt die Volkshochschule das in „Museum Segeberger Bürgerhaus“ umbenannte Museum mit ehrenamtlichen Kräften.

## Kuriosa
Entgegen den Erkenntnissen aus baugeschichtlichen Untersuchungen wie aus historischen Quellen gleichermaßen hielt sich die landläufige Vorstellung, das Segeberger Bürgerhaus sei im Jahre 1606 erbaut. Dieser Irrtum geht vermutlich auf die (unbelegte) Erinnerung eines Bauhandwerkers zurück, der sich anlässlich einer Fassadenrenovierung im Jahre 1927 entsann, dass sich ca. 30 Jahre zuvor noch ein kleines Kreuz mit der Jahreszahl „1606“ im Obergiebel befand. Die (falsche) Annahme, mit dieser Jahreszahl sei das Erbauungsdatum des Bürgerhauses datiert, hielt sich hartnäckig über Jahrzehnte. Nachdem bereits 1927 ein Eichenbrett mit der eingeschnitzten Jahreszahl „1606“ auf dem Grundbalken des Giebels angebracht worden war, erhielt auch das nunmehr zum Heimatmuseum umgenutzte Bürgerhaus im Jahre 1964 ein Holzbrett mit der Inschrift „ANNO DOM. 1606“. Mit der Eröffnung der Museumssaison 2013 wurde dieses irreführende Schild durch ein Buchenbrett ersetzt, in das die Inschrift „ANNO DOM. 1541“ geschnitzt hat.